# دوغلاس غاردينر
دوغلاس غاردينر (بالإنجليزية: Douglas Gardiner)‏ هو مهندس معماري أسترالي، ولد في 26 فبراير 1905 في سيدني في أستراليا، وتوفي في 23 مايو 2001 في كوينزلاند في أستراليا.